# Lijst van beelden in Castricum
Dit is een chronologische lijst van beelden in Castricum.
Onder een beeld wordt hier verstaan elk driedimensionaal kunstwerk in de openbare ruimte van de Nederlandse gemeente Castricum, waarbij beeld wordt gebruikt als verzamelbegrip voor sculpturen, standbeelden, installaties, gedenktekens en overige beeldhouwwerken.
Voor een volledig overzicht van de beschikbare afbeeldingen zie de categorie Beelden in Castricum op Wikimedia Commons.
| Geplaatst | Omschrijving        | Kunstenaar      | Straat                                               | Plaats    | Materiaal | Afbeelding |
| --------- | ------------------- | --------------- | ---------------------------------------------------- | --------- | --------- | ---------- |
| 1973      | Nereïde op triton   | Nic Jonk        | Kortenaerplantsoen                                   | Castricum | Brons     |            |
| 1980      | De Dans             | Onbekend        | Van der Mijleweg                                     | Bakkum    | Brons     |            |
| 1995      | Parabool            | Bart Drolenga   | Raadhuisplein                                        | Castricum | staal     |            |
| 2021      | Schelpenvisser Toon | Anja Jonker     | Schulpersplein                                       | Bakkum    | kunststof |            |
| Onbekend  | Paardentorso        | Arthur Spronken | Schubertplantsoen                                    | Castricum | Brons     |            |
| Onbekend  | Onbekend            |                 | Stationsweg                                          | Castricum |           |            |
| Onbekend  | Onbekend            |                 | Stationsweg                                          | Castricum |           |            |
| Onbekend  | Onbekend            | Berry Holslag   | Duin en Bosch                                        | Bakkum    |           |            |
| Onbekend  | Onbekend            | Onbekend        | Schelgeest                                           | Bakkum    |           |            |
| Onbekend  | Slag bij Castricum  | Onbekend        | Op het dak van de parkeergarage van het gemeentehuis | Castricum | Glas      |            |
| Onbekend  | Petrus en Paulus    | Onbekend        | Voor ingang begraafplaats bij Dusseldorperweg 74     | Limmen    | Onbekend  |            |